# Gentianella austriaca
Gentianella austriaca — вид квіткових рослин з родини тирличевих (Gentianaceae). Ареал: Австрія, Болгарія, Словаччина, Греція, Угорщина, Італія, Польща, Румунія, Словенія, Сербія.

## Середовище
Росте на скелях, в ущелинах скель, на пасовищах і гірських луках, частіше на вапняках, але не оминає і силікатів, в діапазоні від передгір'я до альпійського рівня.

## Біоморфологічний опис
Це трав'яниста дворічна рослина, 5–25 см заввишки. Стебло прямовисне, часто розгалужене від основи. Нижні листки оберненояйцеподні до ланцетних, верхні ланцетні, голі. Частки чашечки лінійно-ланцетні, голі, коротші або дорівнюють довжині трубки віночка. Віночок від рожевого до багряно-фіолетового. Цвіте з липня по жовтень. Плід — коробочка.